# Powellinia bercana
Powellinia bercana là một loài bướm đêm trong họ Noctuidae.